# Llista d'asteroides/111501–111600
| Nom                   | Designació provisional | Data de descobriment | Lloc de descobriment | Descobridor/s                        |
| --------------------- | ---------------------- | -------------------- | -------------------- | ------------------------------------ |
| 111501 -              | 2001 YX65              | 18 de desembre, 2001 | Socorro              | LINEAR                               |
| 111502 -              | 2001 YM69              | 18 de desembre, 2001 | Socorro              | LINEAR                               |
| 111503 -              | 2001 YM72              | 18 de desembre, 2001 | Socorro              | LINEAR                               |
| 111504 -              | 2001 YU72              | 18 de desembre, 2001 | Socorro              | LINEAR                               |
| 111505 -              | 2001 YK73              | 18 de desembre, 2001 | Socorro              | LINEAR                               |
| 111506 -              | 2001 YB74              | 18 de desembre, 2001 | Socorro              | LINEAR                               |
| 111507 -              | 2001 YE79              | 18 de desembre, 2001 | Socorro              | LINEAR                               |
| 111508 -              | 2001 YH79              | 18 de desembre, 2001 | Socorro              | LINEAR                               |
| 111509 -              | 2001 YL79              | 18 de desembre, 2001 | Socorro              | LINEAR                               |
| 111510 -              | 2001 YV80              | 18 de desembre, 2001 | Socorro              | LINEAR                               |
| 111511 -              | 2001 YF84              | 18 de desembre, 2001 | Socorro              | LINEAR                               |
| 111512 -              | 2001 YS85              | 18 de desembre, 2001 | Socorro              | LINEAR                               |
| 111513 -              | 2001 YA86              | 18 de desembre, 2001 | Socorro              | LINEAR                               |
| 111514 -              | 2001 YA87              | 18 de desembre, 2001 | Socorro              | LINEAR                               |
| 111515 -              | 2001 YC91              | 17 de desembre, 2001 | Palomar              | NEAT                                 |
| 111516 -              | 2001 YW91              | 17 de desembre, 2001 | Palomar              | NEAT                                 |
| 111517 -              | 2001 YC92              | 18 de desembre, 2001 | Palomar              | NEAT                                 |
| 111518 -              | 2001 YX95              | 18 de desembre, 2001 | Palomar              | NEAT                                 |
| 111519 -              | 2001 YJ98              | 17 de desembre, 2001 | Socorro              | LINEAR                               |
| 111520 -              | 2001 YM98              | 17 de desembre, 2001 | Socorro              | LINEAR                               |
| 111521 -              | 2001 YL99              | 17 de desembre, 2001 | Socorro              | LINEAR                               |
| 111522 -              | 2001 YG100             | 17 de desembre, 2001 | Socorro              | LINEAR                               |
| 111523 -              | 2001 YW100             | 17 de desembre, 2001 | Socorro              | LINEAR                               |
| 111524 -              | 2001 YT104             | 17 de desembre, 2001 | Socorro              | LINEAR                               |
| 111525 -              | 2001 YX109             | 18 de desembre, 2001 | Socorro              | LINEAR                               |
| 111526 -              | 2001 YC110             | 18 de desembre, 2001 | Socorro              | LINEAR                               |
| 111527 -              | 2001 YR111             | 18 de desembre, 2001 | Anderson Mesa        | LONEOS                               |
| 111528 -              | 2001 YT111             | 19 de desembre, 2001 | Socorro              | LINEAR                               |
| 111529 -              | 2001 YH112             | 19 de desembre, 2001 | Socorro              | LINEAR                               |
| 111530 -              | 2001 YY112             | 19 de desembre, 2001 | Socorro              | LINEAR                               |
| 111531 -              | 2001 YH113             | 19 de desembre, 2001 | Socorro              | LINEAR                               |
| 111532 -              | 2001 YL114             | 19 de desembre, 2001 | Palomar              | NEAT                                 |
| 111533 -              | 2001 YD116             | 17 de desembre, 2001 | Socorro              | LINEAR                               |
| 111534 -              | 2001 YL116             | 18 de desembre, 2001 | Socorro              | LINEAR                               |
| 111535 -              | 2001 YJ117             | 18 de desembre, 2001 | Socorro              | LINEAR                               |
| 111536 -              | 2001 YW117             | 18 de desembre, 2001 | Socorro              | LINEAR                               |
| 111537 -              | 2001 YD120             | 19 de desembre, 2001 | Socorro              | LINEAR                               |
| 111538 -              | 2001 YH122             | 17 de desembre, 2001 | Socorro              | LINEAR                               |
| 111539 -              | 2001 YO130             | 17 de desembre, 2001 | Socorro              | LINEAR                               |
| 111540 -              | 2001 YL131             | 18 de desembre, 2001 | Socorro              | LINEAR                               |
| 111541 -              | 2001 YJ132             | 19 de desembre, 2001 | Socorro              | LINEAR                               |
| 111542 -              | 2001 YK133             | 17 de desembre, 2001 | Kitt Peak            | Spacewatch                           |
| 111543 -              | 2001 YC134             | 17 de desembre, 2001 | Socorro              | LINEAR                               |
| 111544 -              | 2001 YT134             | 18 de desembre, 2001 | Socorro              | LINEAR                               |
| 111545 -              | 2001 YU134             | 18 de desembre, 2001 | Socorro              | LINEAR                               |
| 111546 -              | 2001 YY135             | 21 de desembre, 2001 | Socorro              | LINEAR                               |
| 111547 -              | 2001 YF136             | 22 de desembre, 2001 | Socorro              | LINEAR                               |
| 111548 -              | 2001 YG136             | 22 de desembre, 2001 | Socorro              | LINEAR                               |
| 111549 -              | 2001 YC137             | 22 de desembre, 2001 | Socorro              | LINEAR                               |
| 111550 -              | 2001 YO137             | 22 de desembre, 2001 | Socorro              | LINEAR                               |
| 111551 -              | 2001 YT137             | 22 de desembre, 2001 | Socorro              | LINEAR                               |
| 111552 -              | 2001 YO140             | 22 de desembre, 2001 | Socorro              | LINEAR                               |
| 111553 -              | 2001 YQ140             | 22 de desembre, 2001 | Socorro              | LINEAR                               |
| 111554 -              | 2001 YA141             | 17 de desembre, 2001 | Socorro              | LINEAR                               |
| 111555 -              | 2001 YR153             | 19 de desembre, 2001 | Palomar              | NEAT                                 |
| 111556 -              | 2001 YC155             | 20 de desembre, 2001 | Palomar              | NEAT                                 |
| 111557 -              | 2001 YN155             | 20 de desembre, 2001 | Palomar              | NEAT                                 |
| 111558 Barrett        | 2002 AZ                | 6 de gener, 2002     | Desert Moon          | B. L. Stevens                        |
| 111559 -              | 2002 AN2               | 5 de gener, 2002     | Socorro              | LINEAR                               |
| 111560 -              | 2002 AX2               | 6 de gener, 2002     | Socorro              | LINEAR                               |
| 111561 Giovanniallevi | 2002 AH3               | 5 de gener, 2002     | Cima Ekar            | Asiago-DLR Asteroid Survey           |
| 111562 -              | 2002 AJ3               | 5 de gener, 2002     | Cima Ekar            | Asiago-DLR Asteroid Survey           |
| 111563 -              | 2002 AC4               | 5 de gener, 2002     | Socorro              | LINEAR                               |
| 111564 -              | 2002 AN4               | 8 de gener, 2002     | Socorro              | LINEAR                               |
| 111565 -              | 2002 AP4               | 8 de gener, 2002     | Črni Vrh             | Črni Vrh                             |
| 111566 -              | 2002 AL6               | 6 de gener, 2002     | Socorro              | LINEAR                               |
| 111567 -              | 2002 AT6               | 5 de gener, 2002     | Cima Ekar            | Asiago-DLR Asteroid Survey           |
| 111568 -              | 2002 AS9               | 11 de gener, 2002    | Desert Eagle         | W. K. Y. Yeung                       |
| 111569 -              | 2002 AU10              | 6 de gener, 2002     | Haleakala            | NEAT                                 |
| 111570 Ágasvár        | 2002 AG11              | 11 de gener, 2002    | Piszkéstető          | Piszkéstető, K. Sárneczky, Z. Heiner |
| 111571 Bebevio        | 2002 AD13              | 11 de gener, 2002    | Campo Imperatore     | CINEOS                               |
| 111572 -              | 2002 AQ13              | 11 de gener, 2002    | Desert Eagle         | W. K. Y. Yeung                       |
| 111573 -              | 2002 AV15              | 4 de gener, 2002     | Haleakala            | NEAT                                 |
| 111574 -              | 2002 AV16              | 5 de gener, 2002     | Haleakala            | NEAT                                 |
| 111575 -              | 2002 AK20              | 5 de gener, 2002     | Haleakala            | NEAT                                 |
| 111576 -              | 2002 AQ20              | 6 de gener, 2002     | Haleakala            | NEAT                                 |
| 111577 -              | 2002 AY24              | 8 de gener, 2002     | Palomar              | NEAT                                 |
| 111578 -              | 2002 AP27              | 7 de gener, 2002     | Anderson Mesa        | LONEOS                               |
| 111579 -              | 2002 AT27              | 7 de gener, 2002     | Anderson Mesa        | LONEOS                               |
| 111580 -              | 2002 AY32              | 12 de gener, 2002    | Palomar              | NEAT                                 |
| 111581 -              | 2002 AE37              | 9 de gener, 2002     | Socorro              | LINEAR                               |
| 111582 -              | 2002 AG38              | 9 de gener, 2002     | Socorro              | LINEAR                               |
| 111583 -              | 2002 AV40              | 9 de gener, 2002     | Socorro              | LINEAR                               |
| 111584 -              | 2002 AJ41              | 9 de gener, 2002     | Socorro              | LINEAR                               |
| 111585 -              | 2002 AO41              | 9 de gener, 2002     | Socorro              | LINEAR                               |
| 111586 -              | 2002 AR42              | 9 de gener, 2002     | Socorro              | LINEAR                               |
| 111587 -              | 2002 AL49              | 9 de gener, 2002     | Socorro              | LINEAR                               |
| 111588 -              | 2002 AO49              | 9 de gener, 2002     | Socorro              | LINEAR                               |
| 111589 -              | 2002 AX55              | 9 de gener, 2002     | Socorro              | LINEAR                               |
| 111590 -              | 2002 AX56              | 9 de gener, 2002     | Socorro              | LINEAR                               |
| 111591 -              | 2002 AJ58              | 9 de gener, 2002     | Socorro              | LINEAR                               |
| 111592 -              | 2002 AY63              | 11 de gener, 2002    | Socorro              | LINEAR                               |
| 111593 -              | 2002 AO65              | 11 de gener, 2002    | Socorro              | LINEAR                               |
| 111594 Ráktanya       | 2002 AX66              | 11 de gener, 2002    | Piszkéstető          | Piszkéstető, K. Sárneczky, Z. Heiner |
| 111595 -              | 2002 AK69              | 13 de gener, 2002    | Needville            | Needville                            |
| 111596 -              | 2002 AN71              | 8 de gener, 2002     | Socorro              | LINEAR                               |
| 111597 -              | 2002 AA75              | 8 de gener, 2002     | Socorro              | LINEAR                               |
| 111598 -              | 2002 AC79              | 8 de gener, 2002     | Socorro              | LINEAR                               |
| 111599 -              | 2002 AH79              | 8 de gener, 2002     | Socorro              | LINEAR                               |
| 111600 -              | 2002 AC80              | 8 de gener, 2002     | Socorro              | LINEAR                               |